# Махендрапала
Махендрапала — четвертий імператор Пала, правитель Бенгалії. Був сином Девапали та його дружини Махатадеві (доньки Дурлабхараджи I Чаухана, магараджи Сакамбхарі).